# Magdalenefjorden
Magdalenefjorden est un fjord du Spitzberg entre Reuschhalvøya (en) et Hoelhalvøya (en) en Terre d'Albert I dans le Svalbard.

## Géographie
Il s'étend sur 8 km de longueur pour une largeur de 5 km.

## Histoire
Willem Barentsz est le premier à explorer le Magdalenefjorden en 1596. Il y trouve des défenses de morse, ce qui l'a amené à nommer le fjord Tusk Bay. L'explorateur et baleinier anglais Robert Fotherby entre dans le fjord en 1614 et le nomme Maudlen Sound. Les Anglais établissent par la suite une station baleinière à Trinity Harbour, sur ce qu'on appelle aujourd'hui Gravneset. Elle est ensuite reprise par les Hollandais. Les restes de quatre fours ou fourneaux à graisse ont été trouvés sur Gravneset, ainsi qu'un cimetière contenant environ 130 tombes datant de la fin du 17e siècle et du 18e siècle.
Le Hollandais Joris Carolus (1614) est le premier à cartographier le fjord et Abraham Goos, en 1620, le nomme Magdalenen sond. Guljelmus Cæsius, en 1622, lui attribue le nom de S. Maria Magdalene sond.